# آن بیدرمن
آن بیدرمن (انگلیسی: Ann Biderman؛ زادهٔ ۱۵ اوت ۱۹۵۱) فیلم‌نامه‌نویس، شورانر و تهیه‌کننده تلویزیونی اهل ایالات متحده آمریکا است. وی از سال ۱۹۹۱ میلادی تاکنون مشغول فعالیت بوده‌است.
وی همچنین برندهٔ جوایزی همچون جوایز امی ساعات پربیننده شده‌است.